# بروس كيد
بروس كيد هو منافس ألعاب قوى كندي، ولد في 26 يوليو 1943 في أوتاوا في كندا.

## وصلات خارجية
- بروس كيد على موقع الاتحاد الدولي لألعاب القوى (الإنجليزية)
- بروس كيد على موقع الاتحاد الدولي لألعاب القوى (الإنجليزية)
- بروس كيد على موقع أوليمبيديا (الإنجليزية)
- بروس كيد على موقع اللجنة الأولمبية الكندية (الإنجليزية)
- بروس كيد على موقع اتحاد ألعاب الكومنولث (مؤرشف) (الإنجليزية)
- بروس كيد على موقع قاعة كندا للمشاهير الرياضية (الإنجليزية)